# John Campbell, 1. Earl of Loudoun

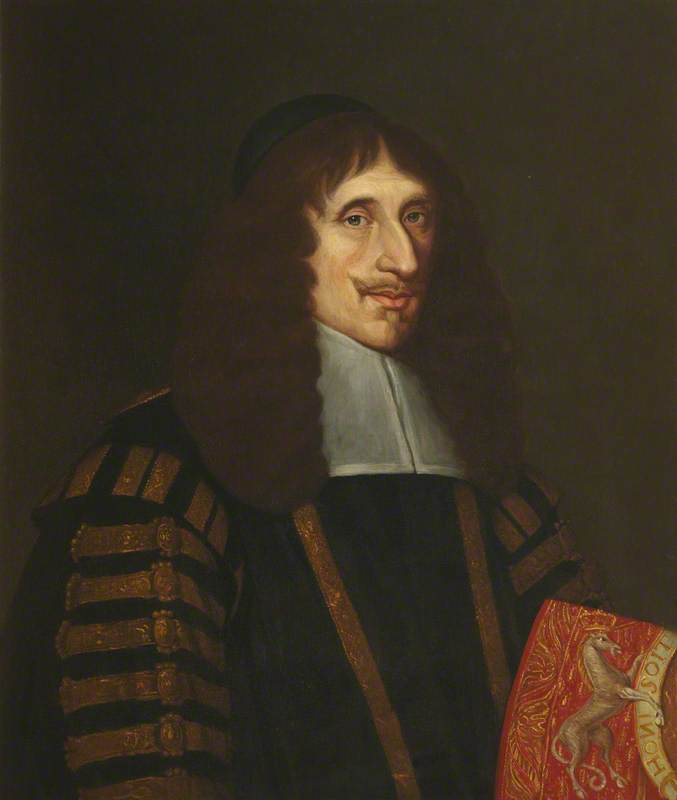
John Campbell, 1. Earl of Loudoun

Wappen des John Campbell, 1. Earl of Loudoun

John Campbell, 1. Earl of Loudoun (* 1598; † 15. März 1663 in Edinburgh) war ein schottischer Peer, Politiker und Covenanter.

## Leben
John Campbell war der älteste Sohn von Sir John Campbell, Gutsherr von Lawers in Perthshire, aus dessen Ehe mit Jean Colville, Tochter von James Colville, 1. Lord Colville of Culross. Im Rahmen seiner Ausbildung unternahm er eine Grand Tour und wurde nach seiner Rückkehr von König Jakob VI. von Schottland zum Ritter geschlagen. 1620 heiratete er Margaret Campbell (um 1605–1662), die älteste Tochter von George Campbell, Master of Loudoun († 1612). Durch den Tod ihres Großvaters Hugh Campbell, 1. Lord Campbell of Loudoun, im Dezember 1622 erbte sie dessen Adelstitel, woraufhin ihr Ehemann aus ihrem Recht als 2. Lord Campbell of Loudoun den Sitz im schottischen Parlament einnehmen konnte.
König Karl I. verlieh ihm am 12. Mai 1633 die Titel Earl of Loudoun und Lord Tarrinzean and Mauchline, die Ausfertigung der Ernennungsurkunde ließ der König aber stoppen, da Campell sich energisch dagegen widersetzte, dass der König schottische Bischöfe eigenmächtig, ohne Beteiligung von Parlament und Kirche, einsetzte. John Campbell hatte daraufhin entscheidenden Anteil an der Organisation des National Covenant von 1638 und war 1639 ein Anführer des bewaffneten Aufstands in Schottland (Bischofskriege) und 1640 schottischer Gesandter bei König Karl I. Er wurde in den Tower of London eingesperrt, da ein (nicht abgesandtes) Hilfsersuchen an den französischen König auch seine Unterschrift trug. Als Campbell wieder freigelassen worden war, ging er nach Schottland zurück, wo er sich sofort der schottischen Armee bei der Invasion von August 1640 anschloss und dann in der Schlacht von Newburn kämpfte. Zu den folgenden Verhandlungen wurde er erneut als Gesandter nach London geschickt. Ab 1638 bis zu seinem Tod war er auch Kanzler der Universität St Andrews.
Nach dem Friedensschluss im August 1641 wurde John Campbell am 30. September 1641 zum Lordkanzler von Schottland ernannt, was er bis 1660 blieb, und die Titel eines Earl of Loudoun und Lord Tarrinzean and Mauchline wurden ihm nun rückwirkend ab dem 12. Mai 1633 zuerkannt. Zwischen 1642 und 1647 war er häufig als Vertreter des schottischen Parlaments zu Karl I. Am 1. Januar 1650 nahm er an der Krönung Karls II. in Scone teil, sowie später an der Schlacht von Dunbar, bei der einige seiner Briefe an den König in Cromwells Hände fielen. Nach der Schlacht von Worcester (September 1651) zog er sich in die Highlands zurück, schloss sich aber 1653 William Cunningham, 9. Earl of Glencairn und dessen Aufstand zugunsten des Königs an, unterwarf sich jedoch General George Monck, als offensichtlich wurde, dass weiterer Widerstand zwecklos war.
John Campbell und sein ältester Sohn waren dann zwei der Ausnahmen von Cromwells Gnadenerlass von 1654. Nach der Wiederherstellung der Monarchie 1660 wurde Loudoun des Kanzleramtes enthoben, obwohl sie ihm dieses auf Lebenszeit gewährt worden war; seine Rente erhielt er jedoch weiterhin. In der ersten Sitzung des Parlaments im Jahr 1661 verteidigte er seinen Freund Archibald Campbell, 1. Marquess of Argyll, der wegen Hochverrats unter Anklage stand. Argyll wurde hingerichtet und Campbell musste einige Zeit befürchten, das gleiche Schicksal zu erleiden. Im Jahr darauf wurde er durch ein Parlamentsgesetz gegen Zahlung einer Geldstrafe von 12.000 schottischen Pfund begnadigt.
Er starb in Edinburgh am 15. März 1663 und wurde in der Loudoun Kirk eine Meile westlich von Loudoun Castle bestattet. Seine Adelstitel fielen an seinen älteren Sohn James.

## Familie
Aus seiner Ehe mit Margaret Campbell hatte er zwei Söhne und zwei Töchter:
- James Campbell, 2. Earl of Loudoun († 1684) ⚭ 1666 Lady Margaret Montgomerie († 1686), Tochter des Hugh Montgomerie, 7. Earl of Eglinton;
- Hon. George Campell († nach 1659);
- Lady Jean Campbell (um 1625–1703) ⚭ 1645 George Maule, 2. Earl of Panmure;
- Lady Margaret Campbell († 1665) ⚭ 1649 John Elphinstone, 3. Lord Balmerinoch.